# لوئیس هانتر
لوئیس هانتر (انگلیسی: Louis Hunter؛ زادهٔ ۱۷ مارس ۱۹۹۳) یک هنرپیشه، و بازیگر سینما اهل استرالیا است. وی از سال ۲۰۰۸ میلادی تاکنون مشغول فعالیت بوده‌است.
از فیلم‌ها یا برنامه‌های تلویزیونی که وی در آن نقش داشته است می‌توان به پرورشگاهی‌ها، دایره راز و خارج از آبی اشاره کرد.
او با گریمی متفاوت، به عنوان شاهزاده پاریس (الکساندر)، فرزند شاه پرایَم و ملکه هکوبا، و برادرِ هکتور، شاهزاده پهلوانِ یونان، در سریال هشت قسمتی تروی:سقوط یک شهر ایفای نقش کرد. این سریال سال 2018 از نت فلیکس پخش شد و لوئیس هانتر نقش اصلی آن را بر عهده داشت.